# Sergio Rubini
Sergio Rubini (Grumo Appula, província de Bari, Itàlia, 21 de desembre de 1959) és un actor, guionista i director de cinema italià, conegut per la seva feina en pel·lícules com La nostra Terra i L'enginyós senyor Ripley.

## Biografia
Fill d'un cap d'estació (originari de Gravina in Puglia), Rubini neix a Grumo Appula (província de Bari). Després d'haver acabat els seus estudis al Liceo Scientifico Frederico II a Altamura, es trasllada en 1978 a Roma amb la finalitat d'estudiar interpretació a l'Accademia Nazionale de Are Drammatica Silvio De Amico, que abandona després de 2 anys.
Després, Rubini apareix en nombroses obres locals abans de fer el seu debut al cinema el 1985 amb "Desiring Julia." Uns quants anys més tard va fer un paper secundari, com a periidista d'investigació en la pel·lícula de Federico Fellini "Intervista." Rubini, que va estar casat amb actriu italiana Margherita Buy durant els anys '90, va fer el seu debut com a director l'any 1990 amb la guardonada pel·lícula "L'estació," sobre la vida solitària d'un cap d'estació. Va continuar escrivint i dirigint durant la dècada dels 90 i va aparèixer com a inspector de policia en el thriller L'enginyós senyor Ripley, el 1999. El 2004 va acceptar el paper de Sant Dimes en la polèmica epopeia bíblica de Mel Gibson "La Passió de Crist," i de llavors ençà ha escrit i dirigit el 2006 el drama familiar "La nostra Terra" així com la comèdia "L'uomo nero." (2009)
Gran afeccionat de teatre, aconsegueix a treballar amb importants escenògrafs com Antonio Calenda, Gabriele Lavia, Enzo Siciliano i Ennio Coltorti, tot i que, més tard, va admetre haver hagut d'esforçar-se molt per trobar el seu lloc  al món del cinema. Segons va dir "per molti anni el unico pugliese supportato dai grandi produttori era Lino Banfi" (durant diversos anys, l'únic apulià encoratjat pels grans productors era Lino Banfi).

## Filmografia
Les seves pel·lícules més destacades són:

### Com a actor
- 1986: L'Afer Aldo Moro: Giovanni Moro
- 1987: Intervista: Sergio
- 1990: L'estació (La stazione) : Domenico
- 1994: Una simple formalitat (Una pura formalità): Andre
- 1997: Nirvana: Joystick
- 1999: L'enginyós senyor Ripley (The Talented Mr. Ripley): Inspector Roverini
- 2000: Mirka de Rachid Benhadj
- 2004: The Passion of the Christ: Dimes

Televisió
- 1998: El Comte de Monte-Cristo: Bertuccio
- 1999: Balzac: Eugène Sue

### Com a director
- 1990 : L'estació (La stazione)
- 2000 : Tutto el amore che això è
- 2006 : La nostra Terra[2]